# November 2025
Portal Geschichte | Portal Biografien | Aktuelle Ereignisse | Jahreskalender | Tagesartikel

◄ |
20. Jahrhundert |
21. Jahrhundert

◄ |
1990er |
2000er |
2010er |
2020er
| 2030er | 2040er

◄ |
2021 |
2022 |
2023 |
2024 |
2025
| 2026 | 2027 | 2028 | 2029 | ►

◄ |
August 2025 |
September 2025 |
Oktober 2025 |
November 2025 |
Dezember 2025 |
Januar 2026 |
Februar 2026 |
►
Dieser Artikel behandelt tagesbezogene Nachrichten und Ereignisse im November 2025. Eine Artikelübersicht zu thematischen „Dauerbrennern“ und zu länger andauernden Veranstaltungen findet sich auf der Seite zu den laufenden Ereignissen.

## Tagesgeschehen

### Sonntag, 2. November 2025
- Bengaluru/Indien oder Colombo/Sri Lanka: Finale des Finale des Women’s Cricket World Cup 2025.

### Dienstag, 4. November 2025
- Wahlen in den Vereinigten Staaten 2025, darunter:
  - New York City/Vereinigte Staaten: Bürgermeisterwahl

### Dienstag, 11. November 2025
- Dublin/Irland: Präsidentschaftswahl in Irland

### Samstag, 15. November 2025
- Port-au-Prince/Haiti: Parlaments- und Präsidentschaftswahl
- Stuttgart/Deutschland: Verleihung des Deutschen Theaterpreises Der Faust 2025

### Sonntag, 16. November 2025
- Lima/Chile: Präsidentschafts- und Parlamentswahl in Chile

### Sonntag, 30. November 2025
- Tegucigalpa/Honduras: Parlamentswahl in Honduras
- Nukuʻalofa/Tonga: Parlamentswahl in Tonga